# Drmoul
Obec Drmoul (německy Dürrmaul) se nachází v okrese Cheb, kraj Karlovarský. Žije zde přibližně 1 000 obyvatel.

## Historie
První písemná zmínka o obci pochází z roku 1479.
V literatuře Jiřího Úlovce (1998) se však za první zmínku považuje zpráva o obci datována do rozmezí let 1366–1368. Ves Dürrenmaul byla uvedena mezi lokalitami příslušejícími k tzv. „Novým Čechám“ krále Karla IV. Významným mezníkem snah Karla IV. se stal 7. duben 1348, kdy vydal soubor listin, jimiž jednak potvrdil dosavadní práva a výsady českých knížat a králů, jednak vymezil základní obsah státoprávní instituce zemí České koruny. Tato zásada byla zakotvena do Zlaté buly. A právě do tohoto vymezeného území obec, uváděná jako Dürrenmaul patří.
Podle listiny z roku 1460 držel Drmoul nejspíš rytířský rod Frasů z Boršegrýnu. Kašpar Fras se psal s predikátem z Drmoulu, ale již v další listině z roku 1488 tento predikát nepoužíval a tedy jej už asi nevlastnil. V chebském městském archivu je zpráva z roku 1522 uvádějící jako vlastníka Drmoulu Viléma z Obenbergu. Kdy Drmoul získal, to se neuvádí. Po Vilémovi drželi Drmoul rytíři z Redwitz. Jako první se psal roku 1532 rytíř Vít z Redvic (Veit von Redwitz), který patřil mezi tachovské many. Později se psali Redvicové jako Rabicarové z Rabic. Svůj majetek prodal či předal Vít z Redvic po roce 1555 svým synům, kteří později o majetek po vzájemných sporech přišli.
Po třicetileté válce se majetkové poměry v Drmoulu změnily. Berní rula z roku 1654 uvádí Drmoul rozdělený mezi dva držitele do dvou částí. Tou první byl Dürrmaul s vodní tvrzí, část panství Chodová Planá, které původně vlastnil až do roku 1622 Jošt Adam Širntingar ze Širtingu, kdy byl za účast na povstání zbaven všeho jmění. Druhou částí Drmoulu byly Trmaly též uváděné jako Drmalovo, ke které patřily statky Panský vrch a Cech svatého Víta. Do dvou částí zůstal Drmoul rozdělený do roku 1674, kdy se Trmaly a Dürrmaul spojily a staly jednou obcí. Součástí panství Chodová Planá zůstala obec až do zrušení patrimoniální správy.
V Müllerově mapě Čech z roku 1720 je obec zanesena pod jménem Dirmaul.  V mapách I. vojenského mapování (probíhalo v letech 1764-1768 a 1780-1783) jejichž podkladem byla Müllerova mapa, je již uveden název Dürmaul. 
V roce 1924 byla v Drmoulu zřízena jednotřídní česká menšinová škola. K jejímu zrušení došlo v roce 1937.
Roku 1924 byl postaven kostel, spíše kaple svatého Josefa a do ní umístěny desky se jmény obětí první světové války. Celkově padlo na frontách v Srbsku, Itálii a Rusku 52 mužů z Drmoulu. Na následky zranění zemřelo doma dalších 9 mužů.
V roce 1929 byl v Drmoulu zřízen poštovní úřad a nová četnická stanice.
V letech 1938 až 1945 byl Drmoul v důsledku uzavření Mnichovské dohody přičleněn k nacistickému Německu. Dne 9. listopadu 1938 o tzv. Křišťálové noci došlo k vypálení místní židovské synagogy.
Drmoul byl obsazen americkou armádou dne 6. května 1945.
Po druhé světové válce došlo k odsunu německého obyvatelstva. Po několika vlnách transportů zůstala obec téměř prázdná, v Drmoulu nezůstali ani němečtí antifašisté. Následovalo hromadné osídlování ze všech koutů republiky, převážně z Horního Slezska a ze Slovenska. Obec se podařilo postupně dosídlit.

## Obyvatelstvo
Při sčítání lidu v roce 1921 zde žilo 1 126 obyvatel, z toho jeden Čechoslovák, 1115 obyvatel německé národnosti a deset cizozemců. K římskokatolické církvi se hlásilo 1 078 obyvatel, 48 obyvatel k církvi izraelské.
Většina obyvatel pracovala v zemědělství, část docházela či dojížděla za prací do Mariánských Lázní. Po otevření uranových dolů v Zadním Chodově v roce 1954 nastal příliv obyvatel Drmoulu. Za prací do uranových dolů dojížděli i místní obyvatelé.
| Rok            | 1869 | 1880 | 1890 | 1900  | 1910  | 1921  | 1930  | 1950 | 1961 | 1970 | 1980 | 1991 | 2001 | 2011 |
| -------------- | ---- | ---- | ---- | ----- | ----- | ----- | ----- | ---- | ---- | ---- | ---- | ---- | ---- | ---- |
| Počet obyvatel | 803  | 916  | 963  | 1 038 | 1 240 | 1 126 | 1 349 | 680  | 773  | 739  | 734  | 720  | 751  | 923  |
| Počet domů     | 119  | 135  | 130  | 137   | 154   | 158   | 218   | 178  | 170  | 163  | 170  | 203  | 222  | 287  |

## Židovský hřbitov
Lesní židovský hřbitov se nachází přibližně 2 km západně od obce Drmoul, ve svahu Panského vrchu sevřen smrkovým porostem. Hřbitov je odborníky uznáván jako velice starý a zachovalý s klasicistními a žulovými náhrobky. Převážná část náhrobků má květinové motivy a tím jsou řazeny až k lidovému umění. Nejstarší náhrobek byl poznán z roku 1656. Jde o muže Jicchoka, otce Jaakova.

## Přírodní poměry
Horninové podloží širšího území obce tvoří převážně žuly tepelského krystalinika. Asi 1,5 km západně od obcí se zvedá Panský vrch (649 m), na němž stojí 55 metrů vysoká Panská rozhledna s kruhovým výhledem. Západně od obce na severním úpatí Panského vrchu vyvěrá u levého břehu Panského potoka volně přístupný minerální pramen Panská kyselka. Asi 400 metrů západně od Panské kyselky se nachází další, ovšem méně vydatný minerální pramen Štolní kyselka. Dalším minerálním pramenem západně od obce je Svatovítská kyselka, obnovený pramen kryje od roku 2009 dřevěný altánek. V zaniklém Cechu svatého Víta vytéká z trubky důlní voda ze zdejších zaniklých dolů. Jedná se o železnatou vodu bez sycení oxidem uhličitým.

## Cech sv. Víta
K Drmoulu patřilo několik zaniklých osad, z nichž nevýznamnější byl Cech svatého Víta.

## Doprava
Územím obce prochází silnice I/21, ta do roku 2020, kdy byl otevřen obchvat Drmoulu a Trstěnic, procházela jádrem obce. Později v roce 2020 byla otevřena i spojka silnice II/230 směrem do Mariánských Lázní.

## Galerie

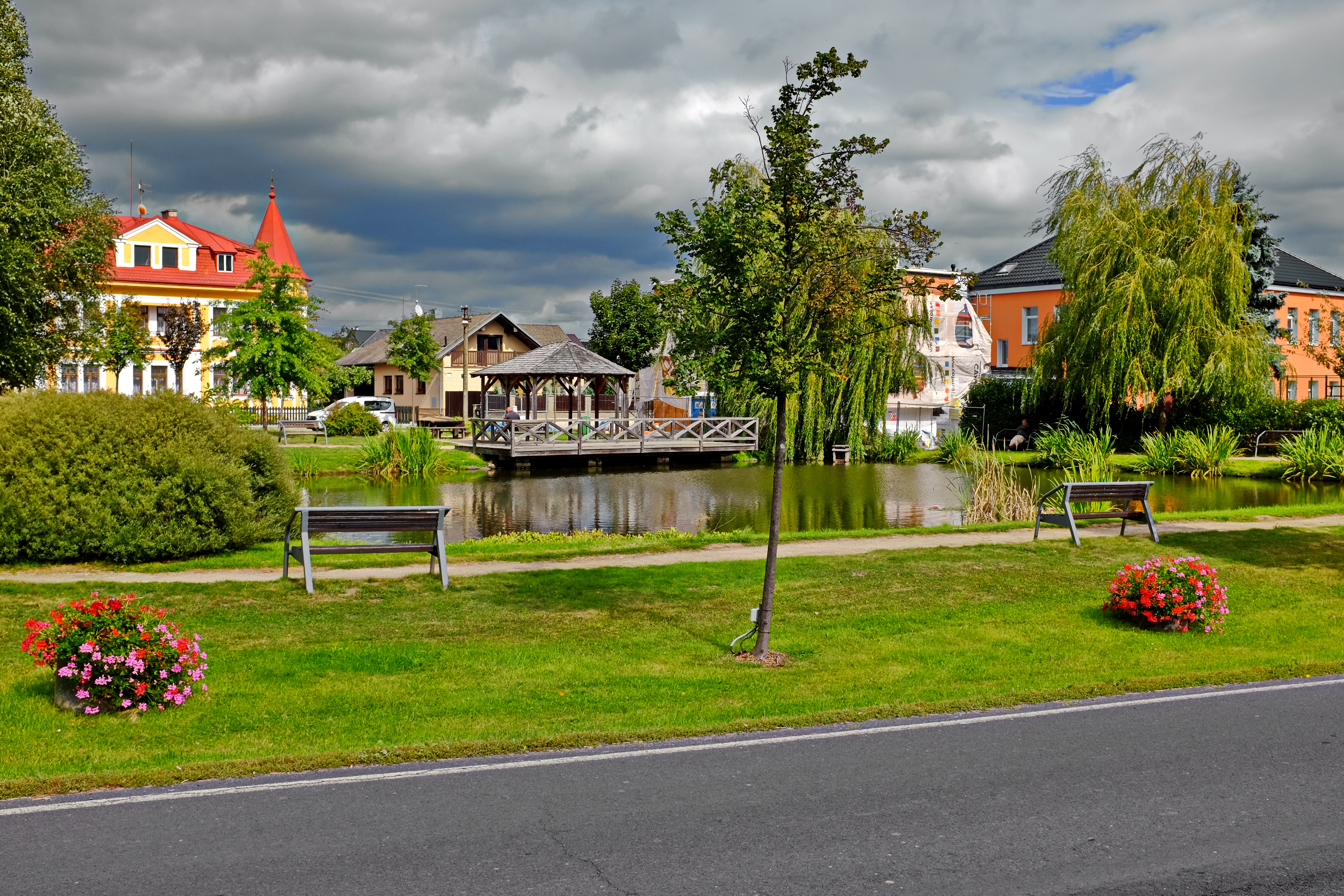
Náves
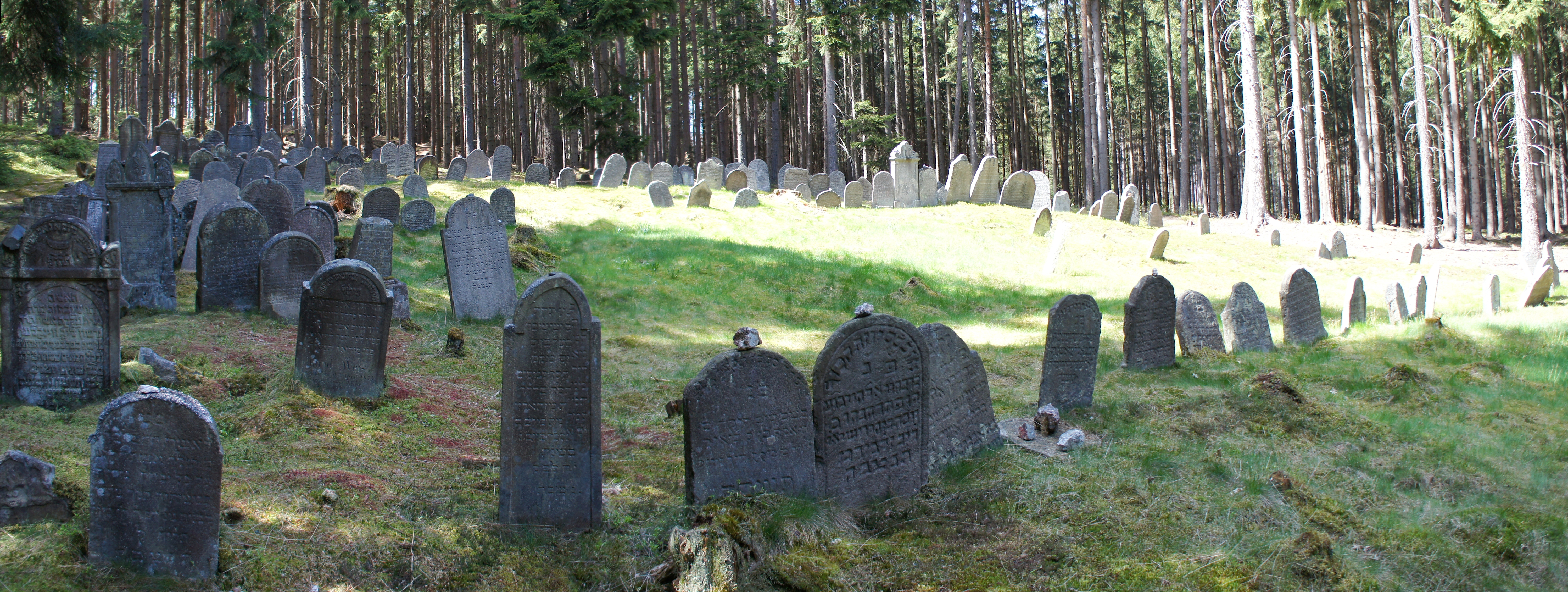
Židovský hřbitov
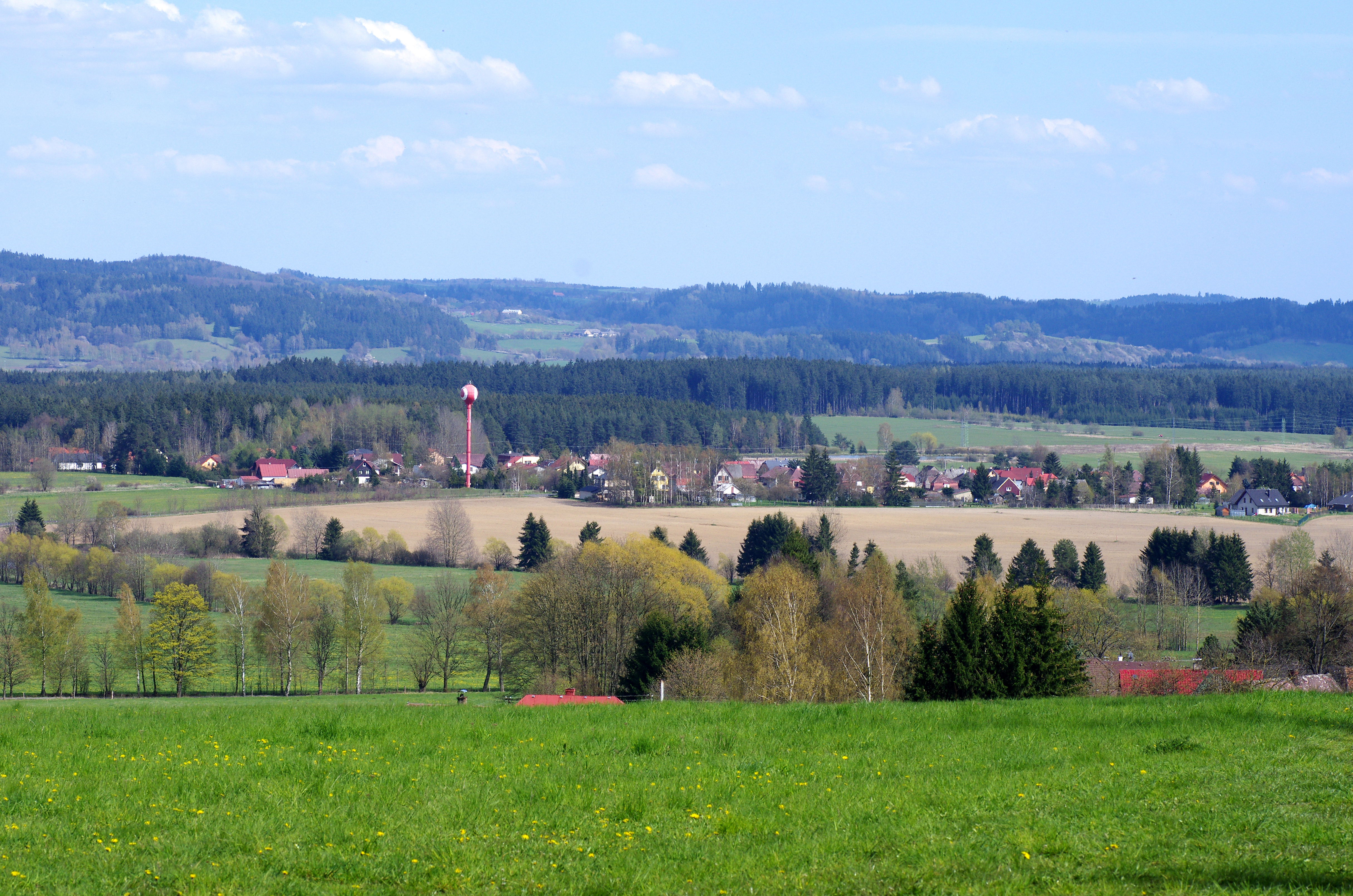
Pohled od severozápadu
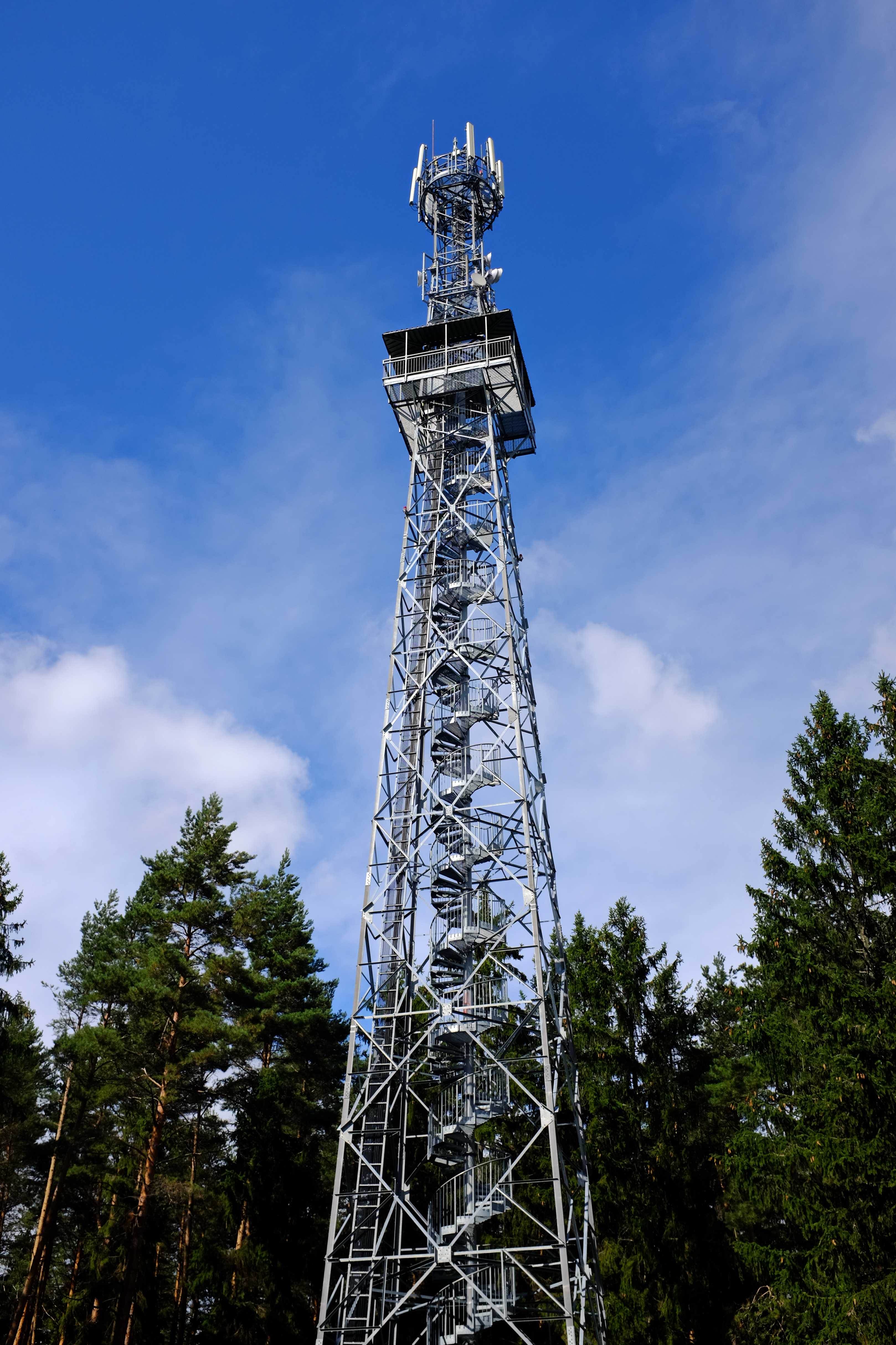
Rozhledna na Panském vrchu
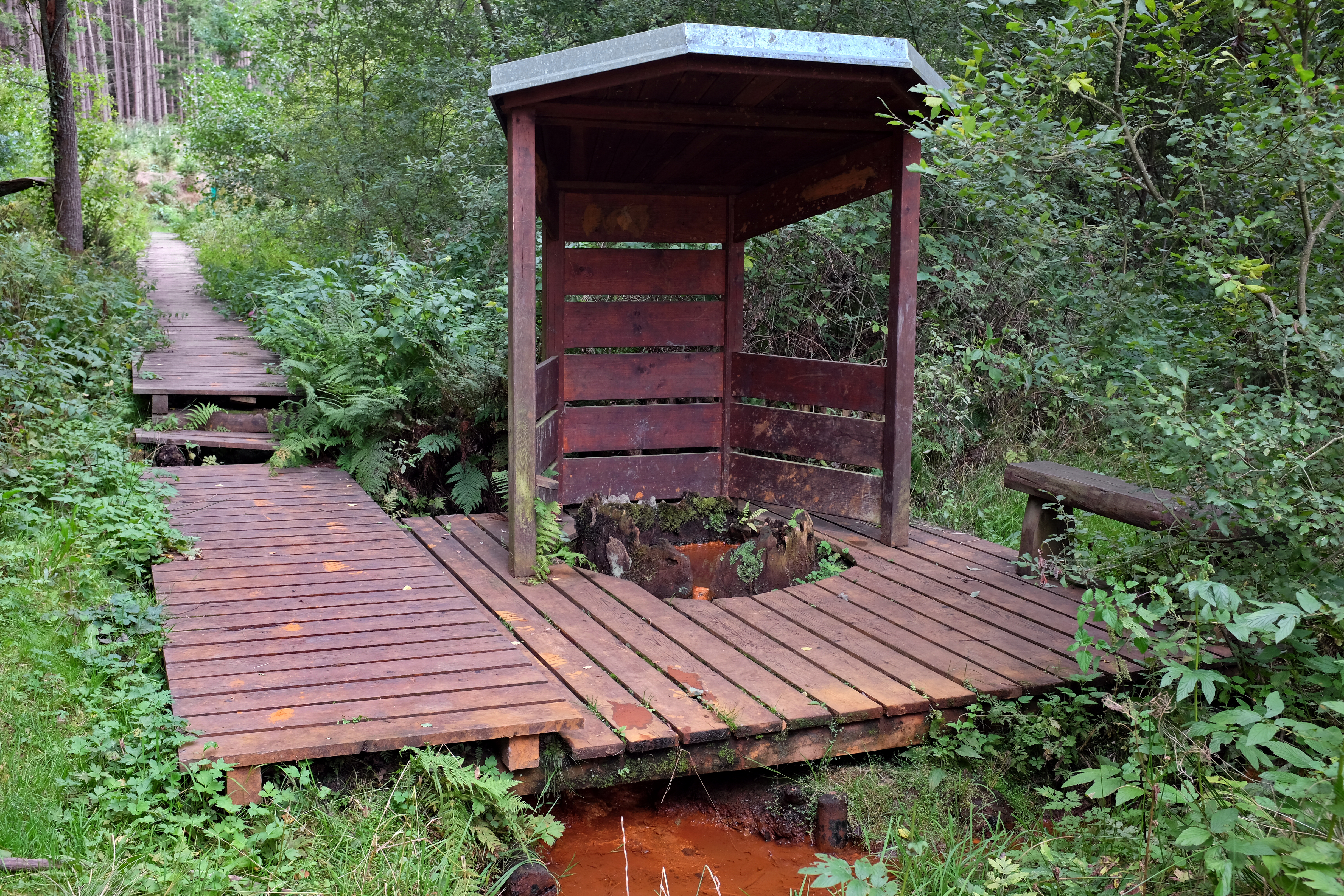
Panská kyselka
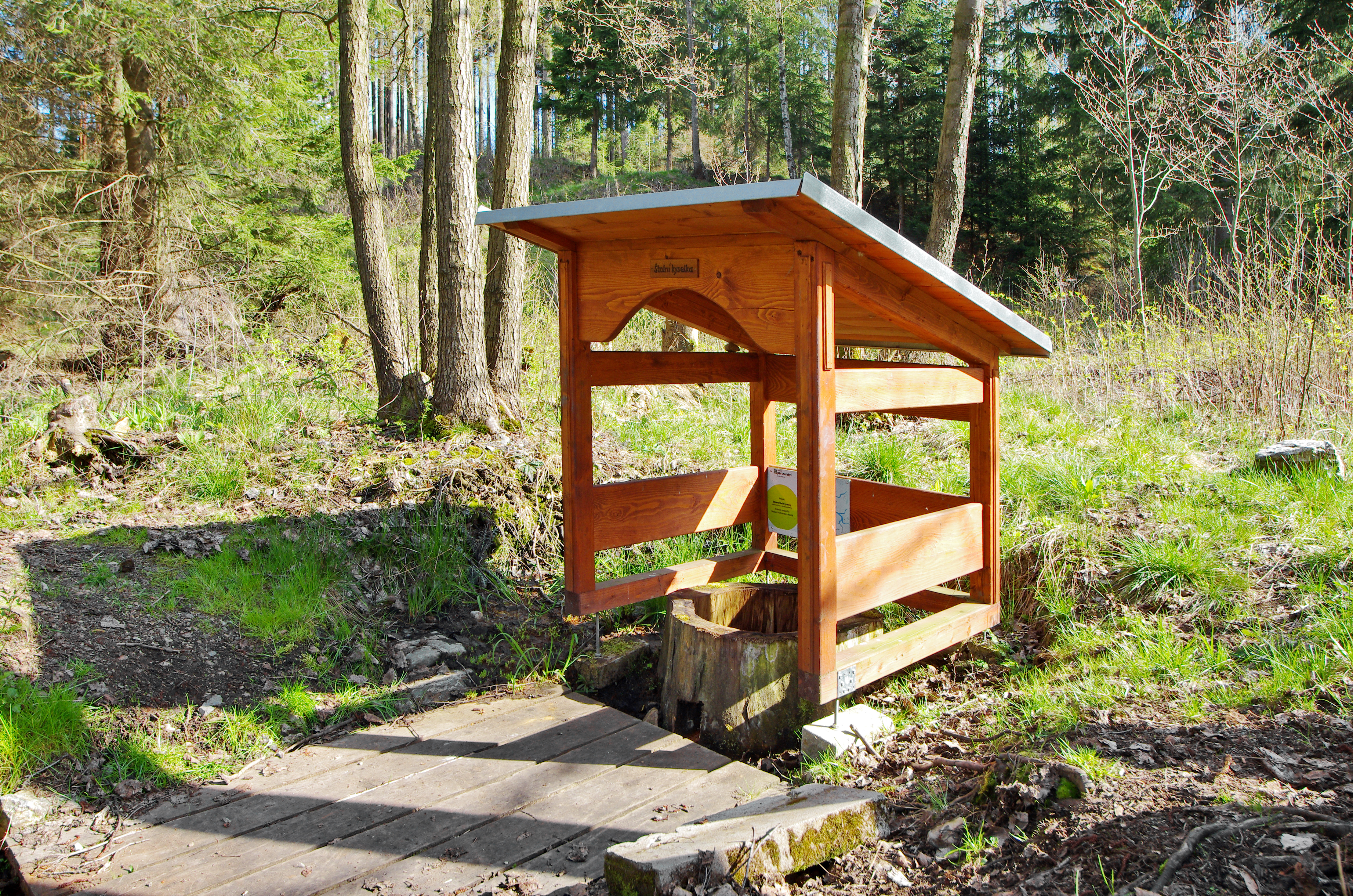
Štolní kyselka